# 芸研プロダクション
芸研プロダクション（げいけんプロダクション）は、かつて存在した日本の映画製作会社である。時期により、第1期と第2期に大別される。「芸研」とは映画芸術研究所（えいがげいじゅつけんきゅうじょ）の略であり、製作会社として後者で表記されることもあるが、通常は「芸研プロダクション」と表記される。登記上の正式名称は藝研株式会社（げいけん-）である。

## 略歴・概要
1949年（昭和24年）に設立、熊谷久虎を代表に、俳優ブローカーの星野和平、映画監督の倉田文人、森永健次郎、俳優の佐分利信らが取締役に就任した。設立第1作は、倉田が監督、河津清三郎が主演した『殿様ホテル』で、前年1948年に東宝争議が終結し、製作を再開した東宝撮影所（現在の東宝スタジオ）を使用して製作、芸研プロダクションが東宝と共同で配給した。本作で、原節子の兄会田吉男が単独で撮影技師に抜擢されている。その正式な「設立第1作」に先行し、ニュース映画的な短篇ドキュメンタリー映画『スター家庭訪問記』を製作、同年1月10日に東京映画配給（現在の東映）が配給して公開している
1950年（昭和25年）には、太泉映画（現在の東映、および東映東京撮影所）との提携製作を行い、佐分利信を『女性対男性』で映画監督としてデビューさせる。同年、星野がマネジメントしていた原節子を主演に、太泉映画と提携して『アルプス物語 野性』を製作、いずれも東京映画配給が配給した。
翌1951年（昭和26年）3月末に太泉映画が合併して東京映画配給が東映になったのを機に、いちど芸研は閉じられ、星野は東京プロダクションを設立している。1952年（昭和27年）には、星野は東京プロダクションも解散し、1954年（昭和29年）に日活の契約プロデューサー、1955年（昭和30年）には、新東宝に入社、取締役撮影所長に就任している。同年、芸研プロダクションの第2期とされる時期が始まり、熊谷久虎が製作、倉田文人が監督した『ノンちゃん雲に乗る』を製作、星野がいる新東宝が配給して、同年6月7日に公開されている。
1957年（昭和32年）の資料によれば、同年の芸研の代表は、『ノンちゃん雲に乗る』『柿の木のある家』『検事とその妹』に「製作」あるいは「企画」としてクレジットされている中田博二である。1961年（昭和36年）の『官報』によれば、中田は同年3月7日に破産宣告を受けており、これをもって芸研は活動を終えたと見られる。

## フィルモグラフィ
第1期

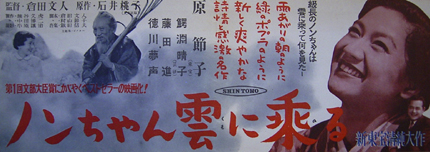
『ノンちゃん雲にのる』（監督倉田文人、1955年）。

- 『スター家庭訪問記』 : 出演原節子・木暮実千代・高峰三枝子・三船敏郎、製作映画芸術研究所、配給東京映画配給、1949年1月10日公開
- 『殿様ホテル』 : 監督倉田文人、製作映画芸術研究所、配給芸研プロダクション（東宝）、1949年3月1日公開
- 『地獄の笛』 : 監督倉田文人・森永健次郎、製作映画芸術研究所、配給芸研プロダクション（東宝）、1949年5月9日公開
- 『女性対男性』 : 監督・主演佐分利信、製作太泉映画/芸研プロダクション、配給東京映画配給、1950年3月14日公開
- 『青空天使』 : 監督斎藤寅次郎、製作太泉映画/芸研プロダクション、配給東京映画配給、1950年5月20日公開[11]、東京国立近代美術館フィルムセンター所蔵[12]
- 『狼人街』 : 監督佐伯幸三、製作太泉映画/芸研プロダクション、配給東京映画配給、1950年5月27日公開[13]
- 『執行猶予』 : 監督・主演佐分利信、製作太泉映画/芸研プロダクション、配給東京映画配給、1950年7月25日公開
- 『アルプス物語 野性』 : 監督沢村勉、製作太泉映画/芸研プロダクション、配給東京映画配給、1950年9月9日公開

第2期
- 『ノンちゃん雲に乗る』 : 監督倉田文人、配給新東宝、1955年6月7日公開[1]、東京国立近代美術館フィルムセンター所蔵[14]
- 『柿の木のある家』 : 監督古賀聖人、製作芸研プロダクション、配給東宝、1955年11月15日公開[1]
- 『検事とその妹』 : 監督古賀聖人、配給新東宝、1956年5月18日公開
- 『第二次世界大戦の悲劇』 : 構成・編集新谷圭介・井上勝太郎、製作芸研プロダクション、配給映配、1958年2月20日公開[15]